# Madinat er-Riyad
La Madinat er-Riyad était le lieu de résidence des vizirs à Meknès au Maroc. Construite à l'époque de Moulay Ismaïl entre le XVIIe siècle et XVIIIe siècle, elle renfermait les maisons des gouverneurs, des Caïds, des secrétaires et de tous les hauts fonctionnaires de la Cour de Moulay Ismaïl. Qualifiée de beauté de Meknès par l'historien Ahmad ibn Khalid al-Nasiri, elle est détruite par le sultan Abdallah ben Ismaïl (1835-1897) durant la période d'anarchie alaouite.

## Sources

### Sources bibliographiques
1. ↑  al-Nasiri 1906, p. 183
2. ↑  al-Nasiri 1906, p. 184

### Francophone
- Ahmed ben Khâled Ennâsiri Esslâoui. (trad. de l'arabe par Eugène Fumet), Kitâb Elistiqsâ li-Akhbâri doual Elmâgrib Elaqsâ [« Le livre de la recherche approfondie des événements des dynasties de l'extrême Magrib »], vol. IX : Chronique de la dynastie alaouie au Maroc, Paris, Ernest Leroux, coll. « Archives marocaines », 1906 (lire en ligne)